# Muda (Hiiumaa)
Koordinaten: 58° 47′ N, 22° 38′ O
Muda ist ein Dorf (estnisch küla) in der Landgemeinde Hiiumaa (bis 2017: Landgemeinde Emmaste). Es liegt auf der zweitgrößten estnischen Insel Hiiumaa (deutsch Dagö).

## Beschreibung
Muda hat 27 Einwohner (Stand 31. Dezember 2011).

## Musikantenfamilie Maaker

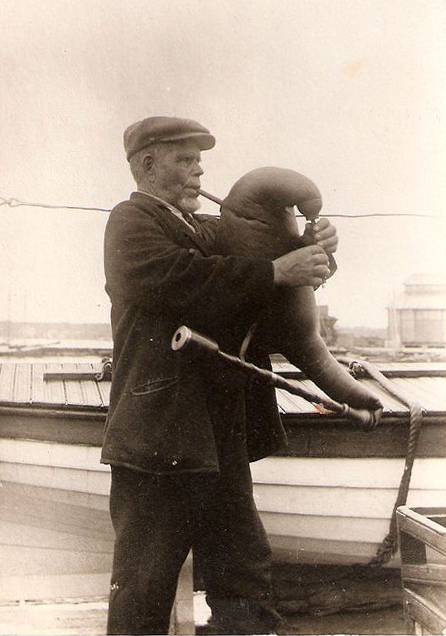
Juhan Maaker, genannt Torupilli-Juss („Sackpfeifen-Juss“), wahrscheinlich in den 1920er Jahren

Bekannt ist Muda vor allem für den Bauernhof Anupõllu talu. Von dort stammt die estnische Musikantenfamilie Maaker.
Insbesondere Juhan Maaker (1845–1930), im bürgerlichen Beruf Kapitän, wurde nach dem Ersten Weltkrieg in Estland und Finnland ein gefeierter Star der volkstümlichen Unterhaltungsmusik. Unter seinem Spitznamen Torupilli-Juss („Sackpfeifen-Juss“) kam der Musiker und Geschäftsmann zu Erfolg und einigem Reichtum. Begleitet wurde er oft von seinem jüngeren Bruder Priidu Maaker (1858–1926).
Priidus Sohn Alexander Maaker (1890–1968), genannt Torupilli-Sass („Sackpfeifen-Sass“), trat später erfolgreich in die Fußstapfen seines Vaters und Onkels.